# 窺弒簡訊
《短信》（俄语：Текст）是一部2019年俄罗斯犯罪剧情心理惊悚片，克里姆·斯彭科执导，改编自德米特里·格卢霍夫斯基2017年的畅销小说《短信》，後者将小说改编成电影剧本。电影由亚历山大·彼得罗夫、伊万·扬科夫斯基和克里斯蒂娜·阿斯穆斯主演。
电影获得了四项金鹰奖（2020年）：最佳电影、最佳男主角（亚历山大·彼得罗夫 ）、最佳男配角（伊万·扬科夫斯基）和最佳剪辑。并获得了尼卡最佳剧本奖（德米特里·格卢霍夫斯基）。

## 演员
- 亞歷山大·彼得罗夫 饰 伊利亚·戈留诺夫
- 伊万·扬科夫斯基（英语：Ivan Yankovsky） 饰 彼得·卡津
- 克里斯蒂娜·阿斯穆斯（英语：Kristina Asmus） 饰 尼娜·列夫科夫斯卡娅，彼得的女朋友
- 马克西姆·维诺格拉多夫 饰 塞里加，伊利亚的朋友
- 索菲娅·奥泽罗娃 饰 薇拉，伊利亚的前女友
- 索尼娅·卡普尼娜 饰 旅行社小姐
- 基里尔·纳吉耶夫 饰 哥夏

## 制作

### 前期准备
《地铁2033》作者德米特里·格卢霍夫斯基的小说《短信》于2017年发行，後来被翻译成20多种语言。该书发行後的一周内，格魯克夫斯基收到了大约10份改编电影的邀请，其中包括亚历山大·罗德尼扬斯基和提默·貝克曼比托夫，他们想制作一部银幕生活类型的电影。提案也有来自美国、意大利和韩国。2019年10月21日，格魯克夫斯基表示，与俄罗斯公司同期，电影改编权被一家美国电影公司购买。

### 拍摄
拍摄开始时，德米特里·格卢霍夫斯基向导演克里姆·斯彭科提供他已经拥有的剧本，导演要求进行一些调整。由于行程繁忙，格魯克夫斯基只去过片场几次。他与导演多次见面并与演员谈谈他对自己角色的概念，还客串了电影中的一名地铁乘客。
主要摄影于2019年1月1日至3月进行。拍摄地不是在捷尔任斯基的洛布尼亚而是在莫斯科州，也在莫斯科市区、马尔代夫进行拍摄。在戈留諾夫的公寓的拍摄发生在普通住宅楼内。下水道的场景是在特罗帕约沃-尼库利诺区一个真正的下水道里进行拍摄的，水深约10米。地下铁路的场景发生在莫斯科地铁上，经过谈判获得官方许可。克里斯蒂娜·阿斯穆斯还在在叶尔莫洛娃剧院的同名作品中扮演她的女英雄妮娜的角色。
街道、地铁和火车上的场景是在不遮挡普通路人和乘客的情况下拍摄的 - 借助放置在动物载体中的半隐藏相机。 

## 发行
该片于2019年10月24日由中央合作伙伴公司在俄罗斯上映。